# Château de Tayac

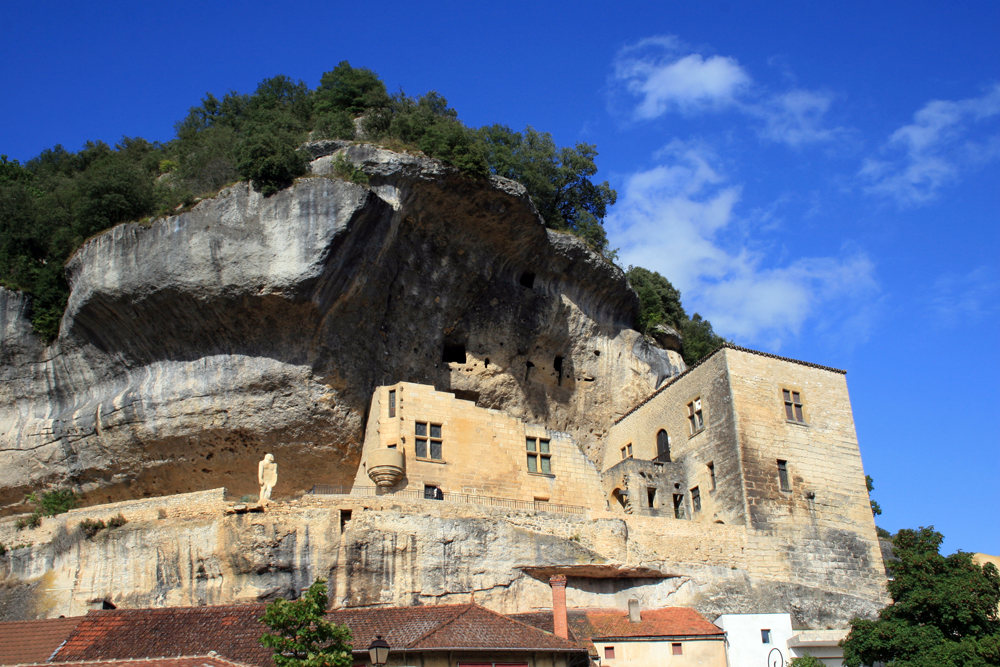
Château de Tayac

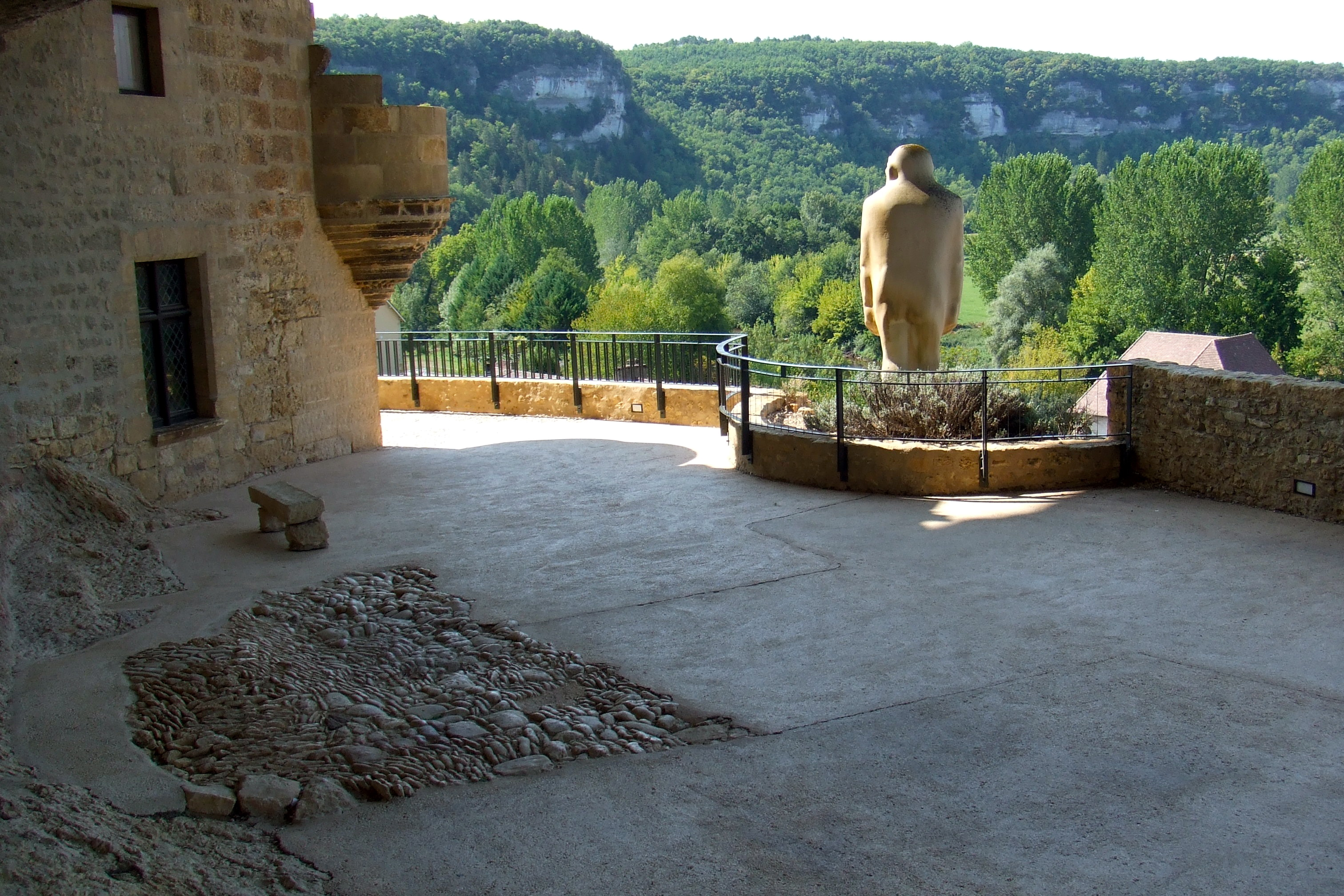

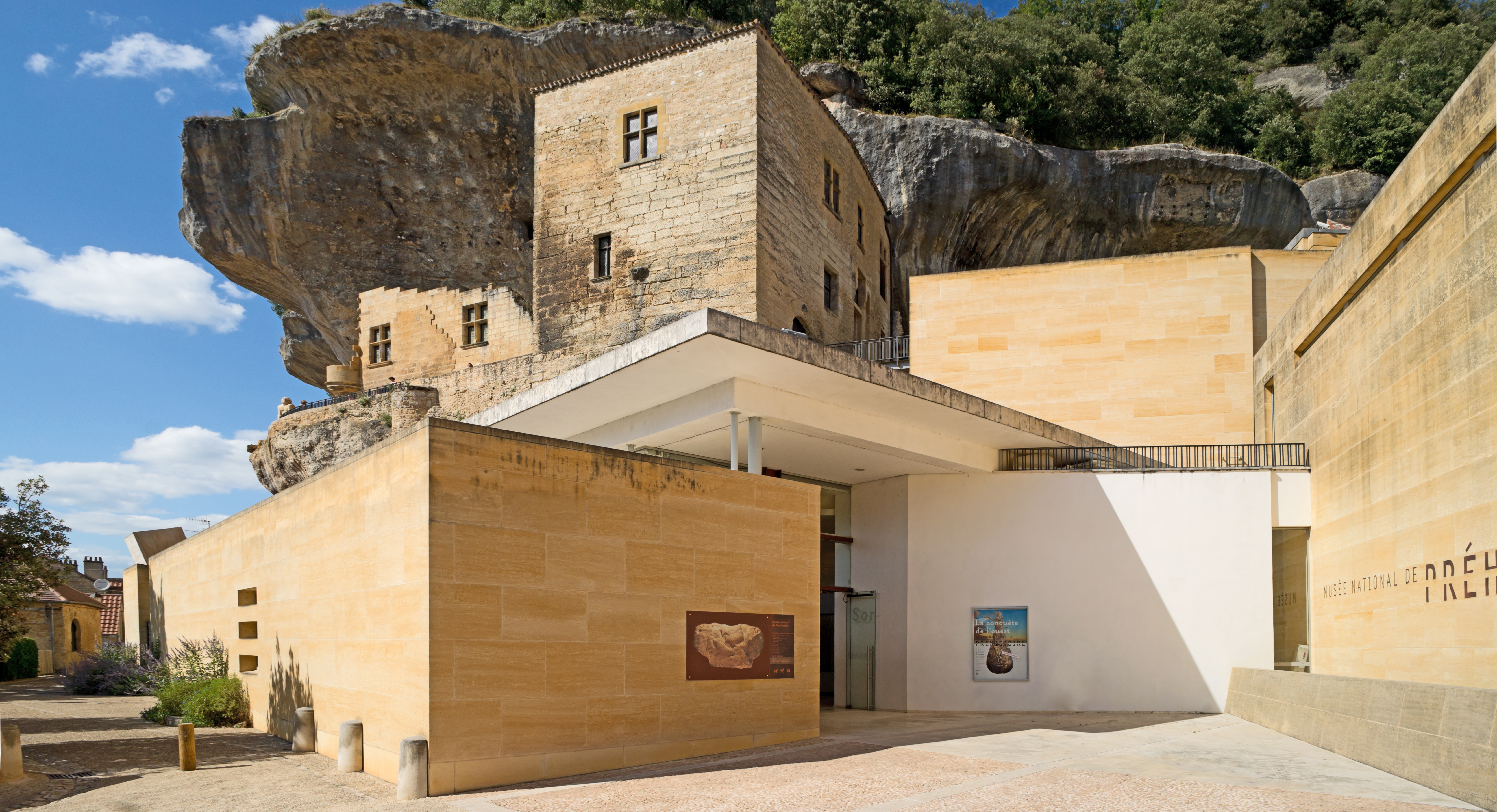
Entrén till Musée national de Préhistoire

Château de Tayac är en tidigare borg i Les Eyzies-de-Tayac-Sireuil i departementet Dordogne  i Frankrike.
Borgen står på en avsats i  bergsklippan. Avsatsen var bebodd i förhistorisk tid och artefakter från magdalénienkulturen och Azilienperioden har påträffats där. En borg, då känd som Roc de Tayac, byggdes under 1200-talet, Under hundraårskriget var det besatt av omväxlande fransmän och engelsmän och utstod ett antal belägringar. 
Under 1500-talet restaurerades borgen. Den förste innehavaren var Jean Guy de Beynac. År 1595 belägrades den under ett av Jacquerie des Croquants (brödupproren), en bonderevolt mot kung Henrik IV av Frankrike. År 1606 beordrade kungen att borgen skulle rivas, efter exekutionen av Jean Guy de Beynac som varit inblandad i dåvarande greven av Bouillons konspiration mot kungen.
Byggnaderna är delvis uthuggna ur berget och delvis uppbyggda. Borgens försvarsmurar är byggda på en konsolkonstruktion på klippan. Rum, korridorer och trappor har huggits ut ur klippan. Tillträdet sker genom en port under ett halvcirkulärt valv av stora stenblock. Entrén leder till passage, som delvis är utgrävd, delvis uppbyggd, under en byggnad som ligger i rät vinkel till den byggnad som spärrar tillfarten från klippavsatsen. Huvudbostadsbyggnaden som ligger parallellt med klippan, har ett torn i det sydvästra hörnet som stöds av konsoler.
Slottet är i statlig ägo. Det är sedan 1968 ett byggnadsminne. Det inrymmer nu Musée national de Préhistoire.